# ハッカーの一覧
著名なハッカーの一覧。

## グループ
| 拠点               | グループ名                                     | 結成 | 備考 |
| ------------------ | ---------------------------------------------- | ---- | --- |
| アメリカ           | ユース・インターナショナル・パーティ           | 1967 | 言論の自由と反戦運動から派生した若者向けの過激で反文化的な革命団体。                                                                                            |
| アメリカ           | マスターズ・オブ・ディセプション               | 1980 | ニューヨークを拠点とするハッカー集団。電話会社のインフラを悪用しメンバーが逮捕された。                                                                          |
| アメリカ           | P.H.I.R.M.                                     | 1983 | 1980年代初頭に設立された初期のハッキング集団。1990年に自主的に解散。                                                                                            |
| アメリカ           | カルト・オブ・ザ・デッド・カウ                 | 1984 | UG界で最も長期間活動し、最も権威のあるテキスト・ファイル・グループの一つ。                                                                                      |
| アメリカ           | リージョン・オブ・ドゥーム (ハッカー集団)      | 1984 | 最盛期は世界で最も有能なハッカー集団と評された。 |
| アメリカ           | L0pht                                          | 1992 | マサチューセッツ州ボストンのハッカー集団。2000年活動停止。 |
| アメリカ           | Phone Losers of America                        | 1994 | 電話盗聴とハッキングのグループとしてオレゴン州ポートランドに設立。                                                                                              |
| アメリカ           | Global kOS                                     | 1996 | 複数のハッキング行為やツールをリリースするなど影響力があったが2000年に活動停止。                                                                                |
| アメリカ           | Hackweiser                                     | 1999 | マイクロソフト、ソニー、ウォルマートなどをハッキング。2003年解散。                                                                                              |
| アメリカ           | イクエーション・グループ                       | 2001 | アメリカ国家安全保障局(NSA)との関連が疑われているAPTグループ。                                                                                                  |
| アメリカ           | Goatse Security                                | 2009 | グレイハット9名によるセキュリティ集団。2014年活動停止。 |
| アメリカ           | ラルズセック                                   | 2011 | アノニマスと敵対する6名により前身組織「Internet Feds」から誕生。リーダーSabuが逮捕され捜査に協力。メンバーが逮捕され同年消滅                                    |
| アメリカ           | 桜の侍                                         | 2020 | ホワイトハット5名によるセキュリティ研究グループ。 |
| アメリカ           | UGナチ                                         |      | 名前やロゴからナチズムに傾倒との分析もあるが、単なる悪ふざけとも。2012年に2名が逮捕。                                                                           |
| 中国               | NCPHグループ                                   | 1994 | 四川省を拠点とするハッカー集団。同グループは、中国のハッカー協会の40％をハッキングして有名になった。                                                            |
| 中国               | 中国紅客連盟                                   | 1999 | 中国大陸に存在するハクティビストグループの総称。世界最大のハッカー集団とされる。                                                                                |
| 中国               | Red Apollo                                     | 2003 | 国家安全部のサイバースパイ集団。 |
| 中国               | Tick                                           | 2006 | 中国人民解放軍戦略支援部隊第61419部隊のハッカー集団。日本へのサイバースパイを担当。                                                                             |
| 中国               | ナンバード・パンダ                             | 2009 | 中国軍と関連があるとされるサイバースパイ集団。東アジアの組織を標的としている。                                                                                  |
| 中国               | APT40                                          | 2009 | 海南省海口市に拠点を置き、幅広い国と組織を攻撃しているAPT。 |
| 中国               | ダブルドラゴン (ハッカー集団)                  | 2012 | 中国との関係が指摘されているAPT。 |
| 中国               | ハフニウム                                     | 2021 | 中国政府との関係が指摘される国家支援型ハッカー集団。 |
| 中国               | ナイト・ドラゴン                               |      | スパイ活動をしているとみられるハッカー集団 |
| 中国               | ニッケル (ハッカー集団)                        |      | 中国政府の支援を受け、主に政府系組織をターゲットにしている。 |
| 中国               | 中国红客联盟                                   |      | 一時は8万人以上のメンバーが所属する世界最大のハッカー集団の一つだった。                                                                                         |
| ロシア             | サンドワーム                                   | 2004 | ロシア連邦軍参謀本部情報総局(GRU)に属するハッカー集団。主にウクライナを担当。                                                                                   |
| ロシア             | ファンシーベア                                 | 2004 | ロシア連邦軍参謀本部情報総局(GRU)に属するハッカー集団。主に南コーカサス、NATO加盟国を担当。                                                                     |
| ロシア             | コージーベア                                   | 2008 | ロシア対外情報局(SVR)に属するハッカー集団。 |
| ロシア             | ウィザード・スパイダー                         | 2014 | ロシアおよびウクライナに拠点を置く技術力の高いサイバー犯罪グループ。                                                                                            |
| ロシア             | FIN7                                           | 2015 | 高い技術力を持っており、犯罪組織というよりもむしろ国家支援型のハッカー集団に近い                                                                                |
| ロシア             | DCLeaks                                        | 2016 | アメリカ政府や軍の著名人のメール暴露サイト。ファンシーベアの隠れ蓑と考えられている。                                                                            |
| ロシア             | REvil                                          | 2019 | ランサムウェア攻撃を行う。別名ソディノキビ。 |
| ロシア             | ダークサイド                                   | 2020 | コロニアル・パイプラインへのランサムウェア攻撃を行った。 |
| ロシア             | ベルセルクベア                                 |      | ロシア連邦保安庁(FSB)に直接雇用された者やフリーランスのハッカーで構成されるAPT。                                                                                |
| イラン             | Helix Kitten                                   | 2004 | クラウドストライクが特定したハッカー集団。 |
| イラン             | ロケット・キトン                               | 2010 | イラン政府と関係があると考えられているハッカー集団。 |
| イラン             | Elfin Team                                     | 2013 | イラン政府が支援していると確認されたハッカー集団。 |
| イラン             | Charming Kitten                                |      | |
| 北朝鮮             | ラザルスグループ                               | 2009 | 朝鮮人民軍偵察総局(RGB)傘下のハッカー集団'。 |
| 北朝鮮             | キムスキー                                     | 2012 | 朝鮮人民軍偵察総局(RGB)傘下のハッカー集団。韓国を担当。 |
| 北朝鮮             | リコシェ・チョンリマ                           | 2016 | 国家が支援するハッカー集団。暗号資産の窃盗を担当。 |
| ウクライナ         | サイバーベルクート                             | 2014 | 親ロシア派のハクティビスト集団。 |
| ウクライナ         | ウクライナ・サイバー同盟                       | 2014 | ウクライナでのロシアの攻撃に対抗するためにいくつかのハッカー集団が団結した同盟。                                                                                |
| ウクライナ         | ウクライナIT軍                                 | 2022 | 2022年ロシアのウクライナ侵攻直後に創設されたボランティアによるハッカー集団。                                                                                    |
| ベラルーシ         | ゴーストライター (ハッカー集団)                | 2016 | 反NATOの活動からロシアの組織との見方もあったが、マンディアントはベラルーシの関係を示す証拠を提示している。旧・識別名はUNC1151。                                 |
| ベラルーシ         | サイバー・パルチザン                           | 2020 | 打倒独裁政権を掲げる正義のハッカー集団。 |
| フランス           | ザ・アンノウンズ                               | 2012 | NASA、CIA、ホワイトハウス、欧州宇宙機関、ハーバード大学などの脆弱性を指摘して注目を集めた7名のホワイトハット。2012年に1人が逮捕され解散したが、2015年に再結成。 |
| ドイツ             | カオス・コンピュータ・クラブ                   | 1981 | 約7700人のメンバーが在籍する世界で最も規模が大きく、最も有力なハッカー組織の一つ。                                                                              |
| クロアチア         | クロアチアン・レボリューション・ハッカーズ     | 2014 | クロアチアおよび周辺国（セルビア、ボスニア・ヘルツェゴビナ、モンテネグロなど）を標的にするブラックハット。2014年解散。                                          |
| イエメン           | Level Seven                                    | 2018 | アメリカやイスラエルのウェブサイトをハッキングした。 |
| イスラエル         | 8200部隊                                       | 1952 | イスラエル参謀本部諜報局情報収集部門の一部署。 |
| シリア             | シリア電子軍                                   | 2011 | アサド大統領を支持しているクラッカー集団。 |
| ギリシャ           | Powerful Greek Army                            | 2016 | ギリシャ国内および世界各地で数多くのサイバー攻撃を行っている。                                                                                                  |
| トルコ             | レッドハック                                   | 1997 | マルクス・レーニン主義のコンピュータハッカー集団。 |
| ナイジェリア       | Scattered Canary                               | 2009 | クレイグリスト詐欺、フィッシング、申告詐欺、クレジットカード詐欺など。                                                                                          |
| セルビア           | テスラチーム                                   | 2010 | セルビアで唯一、公然とサイバー攻撃を仕掛けている仮想軍隊。アルバニアを標的にしている。                                                                          |
| オーストリア       | TESO (ハッカー集団)                            | 1998 | ピーク時にはBugtraqにおけるエクスプロイトのかなりのシェアを占めていた。2004年解散。                                                                             |
| バングラディッシュ | バングラディッシュ・ブラックハット・ハッカーズ | 2012 | インド国境警備隊による殺戮とティパイムク・ダム建設への報復としてハッキングした。                                                                                |
| イタリア           | ハッキングチーム                               | 2003 | ミラノを拠点とする情報技術企業。 |
| 日本               | sutegoma2                                      | 2009 | デフコンに挑戦するために結成されたハッカー集団。 |
| 日本               | Liberluna                                      | 2022 | 主に学生のみで結成されたハッカー集団。CTF/Procon |
| 韓国               | VANK                                           | 1999 | “大韓民国の正しい姿“を世界中に広めるために情報宣伝工作活動を行う民間組織。                                                                                      |
| ベトナム           | OceanLotus                                     |      | ベトナム政府に関連するハッカー集団。 |
| ブラジル           | Lapsus$                                        | 2020 | ブラジルまたは南米を拠点にしているとされる。2022年より大手企業を狙い活発に活動している。                                                                        |
| ネット または 不明 | リージョンズ・オブ・ザ・アンダーグラウンド     | 1994 | 多国籍型テキスト・ファイル・グループ。 |
| ネット または 不明 | milw0rm                                        | 1998 | インドの原子力研究施設をハッキングし反核と平和のメッセージを挿入したハクティビスト。                                                                            |
| ネット または 不明 | アノニマス                                     | 2003 | 4chanで結成されたハクティビズム活動家が緩やかに繋がりをもった国際的集団。                                                                                       |
| ネット または 不明 | TeaMp0isoN                                     | 2008 | 国連、NASA、NATO、Facebook等に侵入したブラックハット系ハクティビスト。主要メンバーが逮捕され2012年解散。                                                        |
| ネット または 不明 | PLATINUM (ハッカー集団)                        | 2009 | 南・東南アジアの政府や関連組織に対して活動しているサイバー犯罪集団。秘密主義でグループについてほとんど知られていない。                                          |
| ネット または 不明 | decocidio #ϴ                                   | 2010 | 過激な環境抗議活動を行う匿名の自律的ハクティビスト集団。 |
| ネット または 不明 | シケイダ3301                                   | 2011 | 2011年から2014年にかけて一連のパズルを投稿した謎の組織 |
| ネット または 不明 | Derp (ハッカー集団)                            | 2011 | DDoS攻撃を行いオンラインゲームをダウンさせていた荒し。2014年活動停止。                                                                                          |
| ネット または 不明 | リザードスクワッド                             | 2014 | ゲーム関連サイトへのDDoS攻撃。メンバーは7名 |
| ネット または 不明 | OurMine                                        | 2014 | 人気のツイッターアカウントやWebサイトをハッキングするブラックハット。                                                                                           |
| ネット または 不明 | Legion Hacktivist Group                        | 2016 | ハクティビスト集団。 |
| ネット または 不明 | ゴースト・スクアッド・ハッカーズ               | 2016 | ハクティビスト集団。アノニマスの一部。 |
| ネット または 不明 | シャドー・ブローカーズ                         | 2016 | イクエーション・グループからツールや情報を盗み出しリークした。                                                                                                  |
| ネット または 不明 | シャイニー・ハンターズ                         |      | 数々のデータ侵害を起こしダークウェブで販売する典型的なブラックハット。                                                                                          |
| ネット または 不明 | GlobalHell                                     |      | アメリカ陸軍やホワイトハウスなど100件以上をハッキング。1999年にメンバー30名が逮捕され解散。                                                                     |
| ネット または 不明 | Digital DawgPound                              |      | 雑誌連載やラジオでポジティブなハッカーのイメージを広める活動を行っている集団。                                                                                  |
| ネット または 不明 | Xbox アンダーグラウンド                        |      | マイクロソフトとその開発パートナーであるActivision、Epic Gamesなどに不正アクセスした国際的ハッカー集団。                                                        |
| ネット または 不明 | Team Xecuter                                   |      | Nintendo Switch、ニンテンドー3DS、Xbox 360等のゲーム機のコピープロテクトを回避する製品を販売していたが、任天堂に訴えられた。                                    |
| ネット または 不明 | Mazafaka (ハッカー集団)                        |      | サイバー犯罪のフォーラム。 |

## 個人
| 出身国           | 名前（ハッカー名）                            | 生年月日 （年齢）        | 備考 |
| ---------------- | --------------------------------------------- | ------------------------ | --- |
| アメリカ         | ジュード・ミルホン（聖ジュード）              | 1939年3月12日（64歳没）  | 独学プログラマー、女性のハッカーへの支持者、作家であった。                                                                                |
| アメリカ         | アラン・コトック                              | 1941年11月9日（64歳没）  | 計算機科学者。WWWへの貢献で知られる。 |
| アメリカ         | デニス・リッチー                              | 1941年9月9日（83歳）     | C言語を開発。ケン・トンプソンと共にUNIX、Multicsなどを開発。                                                                              |
| アメリカ         | ピーター・サムソン                            | 1941年（83 - 84歳）      | TX-0やPDP-1（1950年代の初期コンピュータ）用の先駆的なソフトを製作。                                                                       |
| アメリカ         | ケン・トンプソン                              | 1943年4月4日（82歳）     | ベル研究所在職中、デニス・リッチーと共にUNIXを開発。B言語を開発し、Plan 9の初期の開発者の1人。                                            |
| アメリカ         | ジョン・T・ドレーパー（キャプテン・クランチ） | 1943年3月11日（82歳）    | 電話のフリーキング。朝食用シリアル「キャプテン・クランチ」のおまけの笛で電話のただ掛けをした。                                            |
| アメリカ         | リチャード・グリーンブラット                  | 1944年12月25日（80歳）   | プログラマー。プログラミング言語LISPやMIT人工知能研究所の著名人物。                                                                       |
| アメリカ         | ジョイバブル                                  | 1949年5月25日（58歳没）  | 60年代の初期の電話フリーク絶対音感を持っており、2600Hzの口笛で電話機をハッキングした。                                                    |
| アメリカ         | クリフォード・ストール                        | 1950年6月4日（75歳）     | シスアド。侵入者を追跡した1989年の著書『カッコウはコンピュータに卵を産む』でハッカーという存在を世に知らしめた。                          |
| アメリカ         | スティーブ・ウォズニアック                    | 1950年8月11日（75歳）    | スティーブ・ジョブズ、ロナルド・ウェインらと共にAppleを設立した。                                                                         |
| アメリカ         | リチャード・ストールマン                      | 1953年3月16日（72歳）    | プログラマー、自由ソフトウェア活動家。コピーレフトの強力な推進者。                                                                        |
| アメリカ         | ミッチ・アルトマン                            | 1956年12月22日（68歳）   | ハッカー、発明家、ハッカースペース運動に関する専門家、電子工学入門の講師。                                                                |
| アメリカ         | エリック・S・レイモンド                       | 1957年12月4日（67歳）    | ソフトウェア開発者、オープンソースソフトウェアの提唱者。                                                                                  |
| アメリカ         | スーザン・ヘッドレー（スーザンサンダー）      | 1959年（65 - 66歳）      | 70年代後半から80年代前半のフリーカー。サイバーパンクスの元メンバー。                                                                      |
| アメリカ         | ジャスティン・タナー・ピーターセン            | 1960年7月28日（49歳没）  | 他のハッカーを捕まえる任務を負う一方で、重大犯罪も起こし続けた。                                                                          |
| アメリカ         | ケビン・ミトニック（コンドル）                | 1963年8月6日（62歳）     | FBIの最重要指名手配リストに載った初のハッカー。釈放後はホワイトハットへ。                                                                 |
| アメリカ         | ロバート・T・モリス(rtm)                      | 1965年11月8日（59歳）    | 1988年に初のワームであるモリスワームを製作。当時の10％に相当する6000台が感染した。                                                        |
| アメリカ         | クリス・ワイソパル（ウェルド・ポンド）        | 1965年12月1日（59歳）    | Veracodeの共同設立者兼CTO。L0phtの元メンバー。                                                                                            |
| アメリカ         | ケビン・ポールセン（ダーク・ダンテ）          | 1965年（59 - 60歳）      | ラジオの102番目に電話した人にポルシェ944が当たるという企画で、自分が当選するようにホットラインを全部ハックした。逮捕後はWIREDの編集者に。 |
| アメリカ         | リッチ・スクレンタ                            | 1967年6月6日（58歳）     | ウェブ検索エンジン「blekko」を開発。 |
| アメリカ         | パトリック・K・クルーパ（ロード・デジタル）   | 1969年1月20日（56歳）    | リージョン・オブ・ドゥームとカルト・オブ・ザ・デッド・カウのメンバー。                                                                    |
| アメリカ         | ピーター・ザトコ（マッジ）                    | 1970年12月1日（54歳）    | L0phtやカルト・オブ・ザ・デッド・カウの最も著名なメンバーだった。                                                                         |
| アメリカ         | エリック・ブラッドアックス                    | 1970年（54 - 55歳）      | リージョン・オブ・ドゥームの創設メンバー、雑誌『Phrack』の元編集者。                                                                      |
| アメリカ         | ブルース・ファンシャー                        | 1971年4月13日（54歳）    | リージョン・オブ・ドゥームのメンバー。 |
| アメリカ         | マーク・アビーン(Kayla)                       | 1972年2月23日（53歳）    | セキュリティ専門家。リージョン・オブ・ドゥームとMasters of Deceptionの元メンバー。                                                        |
| アメリカ         | マックス・バトラー（アイスマン）              | 1972年7月10日（53歳）    | 当時、米国でのハッキング容疑では最長となる13年の実刑判決を受けた。                                                                        |
| アメリカ         | ベト・オルーク                                | 1972年9月26日（52歳）    | 政治家（民主党）。カルト・オブ・ザ・デッド・カウの元メンバー。                                                                            |
| アメリカ         | ジョン・リー（ジョン・スレット）              | 1973年7月6日（52歳）     | 90年代前半にMasters of Deception (MOD) のメンバーとして活動。                                                                             |
| アメリカ         | ジョー・グランド（キングピン）                | 1975年9月3日（49歳）     | 電気技師、発明家、ハードウェアハッカー。                                                                                                  |
| アメリカ         | アンドリュー・ホアン                          | 1975年（49 - 50歳）      | 研究者、ハッカー。MIT電気工学の博士。 |
| アメリカ         | ジェフ・モス（ダーク・タンジェント）          | 1975年（49 - 50歳）      | コンピュータセキュリティ会議ブラックハットおよびデフコンの創設者。                                                                        |
| アメリカ         | エイドリアン・ラモ                            | 1981年2月20日（37歳没）  | 有力企業への侵入で名を馳せたハッカー、ジャーナリスト。                                                                                    |
| アメリカ         | バレット・ブラウン                            | 1981年8月14日（44歳）    | ジャーナリスト、エッセイスト、活動家。 |
| アメリカ         | H・D・ムーア                                  | 1981年（43 - 44歳）      | 侵入テストソフトウェアMetasploit Frameworkの開発者。Metasploit Projectの創設者。                                                          |
| アメリカ         | アルバート・ゴンザレス                        | 1981年（43 - 44歳）      | 1億7千万件の史上最大のクレジットカード・ATM番号の窃盗を行った。                                                                           |
| アメリカ         | ブライス・ケース・ジュニア（YTCracker）       | 1982年8月23日（42歳）    | 元クラッカー。その後ヒップホップ・アーティストとなった。                                                                                  |
| アメリカ         | デニス・モラン                                | 1982年10月27日（30歳没） | アメリカ陸軍と空軍に不正アクセスした。薬物の過剰摂取で死去。                                                                              |
| アメリカ         | エドワード・スノーデン                        | 1983年6月21日（42歳）    | NSAおよびCIAの元・局員。NSAによる国際的監視網（PRISM）の実在を告発した。                                                                  |
| アメリカ         | ジョナサン・ジェームス                        | 1983年12月12日（24歳没） | アメリカで初めてサイバー犯罪で収監された少年。2008年に自殺。                                                                              |
| アメリカ         | バージル・グリフィス                          | 1983年（41 - 42歳）      | プログラマー。暗号通貨のマネーローンダリングで逮捕された。                                                                                |
| アメリカ         | ヘクター・モンセガー（Sabu）                  | 1983年（41 - 42歳）      | ラルズセック共同設立者。 |
| アメリカ         | weev                                          | 1985年（39 - 40歳）      | ネオナチ、白人至上主義者、反ユダヤ主義の陰謀論者。                                                                                        |
| アメリカ         | ジェレミー・ハモンド                          | 1985年1月8日（40歳）     | セキュリティのトレーニングサイトHackThisSiteを設立。                                                                                      |
| アメリカ         | サミー・カムカー                              | 1985年12月10日（39歳）   | ユニファイドコミュニケーション企業Fonalityを共同設立。                                                                                    |
| アメリカ         | アーロン・スワーツ                            | 1986年11月8日（26歳没）  | ハクティビスト。RSSの技術的な基盤を作った。                                                                                               |
| アメリカ         | カイル・ミリケン                              | 1989年（35 - 36歳）      | Kickstarter、Disqus、Imgurをハッキングした。                                                                                              |
| アメリカ         | ジョージ・ホッツ（geohot）                    | 1989年10月2日（35歳）    | iOSの脱獄、PS3のリバースエンジニアリングでソニーに訴えられた。                                                                            |
| アメリカ         | サム・カリー                                  | 1999年10月17日（25歳）   | バグバウンティハンター、セキュリティコンサルタント。                                                                                      |
| アメリカ         | クリストファー・フォン・ハッセル              | 2009年（15 - 16歳）      | 5歳の時にLive Xboxのセキュリティの不備を発見したため「世界で最も若いハッカー」とニュースになった。                                        |
| アメリカ         | ロバート・ウィリス（rej_ex）                  |                          | ホワイトハット「桜の侍」のメンバー。 |
| アメリカ         | モキシー・マリンスパイク                      |                          | 起業家、暗号学者、コンピュータセキュリティ研究者。                                                                                        |
| アメリカ         | ケイティ・モスーリス                          |                          | 脆弱性開示企業HackerOneでCEOを務め、Luta Securityを創設した。                                                                             |
| アメリカ         | ヒギニオ・オチョア（w0rmer）                  |                          | CabinCr3wの元メンバー。FBIに逮捕され2年間服役。2021年現在はホワイトハット桜の侍のメンバー。                                               |
| アメリカ         | クリスティアン・リュー（DilDog）              |                          | Veracode社の共同設立者兼チーフサイエンティスト。                                                                                          |
| ロシア           | アレクサンドラ・エルバキアン                  | 1988年11月6日（36歳）    | 著作権を無視して研究論文にアクセスできるサイトSci-Hubのクリエイター。                                                                     |
| ロシア           | グッチファー 2.0                              |                          | ロシア連邦軍参謀本部情報総局のハッカー。民主党全国委員会をハッキングしウィキリークスに暴露。                                              |
| ロシア           | クリス・カスペルスキー                        | 1976年11月2日（40歳没）  | ハッカー、作家、ITセキュリティ研究者。 |
| ロシア           | ローマン・セレズネフ（Track2）                | 1984年（40 - 41歳）      | クレジットカードのデータを盗んだ罪で有罪判決を受けた。                                                                                    |
| ロシア           | アリサ・シェフチェンコ                        | 1984年5月19日（41歳）    | カスペルスキー・ラボのマルウェア解析エキスパートとして5年間勤務し、2009年にEsage Labsを設立。                                             |
| ロシア           | クリスティーナ・スヴェチンスカヤ              | 1989年2月16日（36歳）    | ニューヨーク大学に留学中、英米の銀行を詐取する計画や偽造パスポートの使用で告発された。                                                    |
| ドイツ           | コンラート・ツーゼ                            | 1910年6月22日（85歳没）  | 発明家。1941年にZuse Z3を製作したコンピュータの先駆者。定義にもよるが世界初のハッカーとも評される。                                       |
| ドイツ           | マーカス・ヘス                                | 1960年（64 - 65歳）      | 80年代後半にハッカーとして活躍した。 |
| ドイツ           | アンディ・ミュラー＝マグーン                  | 1971年10月3日（53歳）    | カオス・コンピュータ・クラブで広報、理事を務めた。                                                                                        |
| ドイツ           | ボリス・フロリッチ（トロン (ハッカー)         | 1972年6月8日（26歳没）   | ハッカー、フリーカー。 |
| ドイツ           | キム・ドットコム                              | 1974年1月21日（51歳）    | 企業家、ニュージーランドのクイーンズタウンに居住する政治活動家。                                                                          |
| ドイツ           | ヤン・クリスラー                              |                          | iPhoneのTouch IDを代表とする生体認証システムを破る研究で知られる。                                                                        |
| イギリス         | ティム・バーナーズ＝リー                      | 1955年6月8日（70歳）     | ロバート・カイリューとともにWorld Wide Web(WWW)を考案。URL、HTTP、HTMLの最初の設計に携わった。                                            |
| イギリス         | ジェイク・デイビス（Topiary）                 | 1992年10月27日（32歳）   | ハクティビスト。 |
| イギリス         | マーカス・ハッチンス                          | 1994年（30 - 31歳）      | WannaCryを一時的に止めたことで知られるセキュリティ研究者。                                                                                |
| イギリス         | マシュー・テルファー（MLT (ハッカー)）        |                          | TeaMp0isoNの元メンバー。 |
| 日本             | 和田英一                                      |                          | 日本における、「本家本元ハッカー」と呼ばれる。「和田ローダ」で知られる。「ハッカーと、我が名よばれん初時雨」の句がある。                  |
| 日本             | 竹内郁雄                                      |                          | 日本における、「元祖ハッカー」と呼ばれる LISP ハッカー。                                                                                  |
| 日本             | 下村努                                        | 1964年10月23日（60歳）   | ケビン・ミトニックの逮捕に協力した物理学者、セキュリティ専門家。アメリカ国籍。                                                            |
| 日本             | 石川英治                                      | 1969年1月（56歳）        | 1998年に日本初のセキュリティ企業アルテミスを起業。99年までハッカー集団UGTOPの主催者。日本ハッカー協会理事。                               |
| 日本             | 西尾素己                                      | 1996年（28 - 29歳）      | 10歳でプログラミングを学び、ホワイトハット集団カオス・コンピュータ・クラブ e. V.としても活動。                                            |
| 日本             | Cheena                                        | 1997年（27 - 28歳）      | 元ブラックハット。逮捕後はホワイトハットへ転身し、漫画村の追跡に貢献した。                                                                |
| 日本             | quasar                                        |                          | ブラックハット。Ios系ウイルス"i4onl"作成者 レンタルサーバへdos攻撃などを行っている。                                                      |
| フランス         | ジャン＝ベルナール・コンダ                    | 1963年（61 - 62歳）      | 90年代フランスの最も有名なハッカーの一人。                                                                                                |
| フランス         | マット・スイッシュ                            | 1988年9月22日（36歳）    | MoonSolsの創業者、CloudVolumesの共同創業者。                                                                                              |
| スウェーデン     | ピーター・スンデ（brookp）                    | 1978年9月13日（46歳）    | BitTorrent検索エンジンであるThe Pirate Bayの共同創設者。                                                                                  |
| スウェーデン     | ゴットフリード・スヴァルトゥルム (Anakata)    | 1984年10月17日（40歳）   | BitTorrentサイトThe Pirate Bayの共同設立者。                                                                                              |
| オーストラリア   | ジュリアン・アサンジ                          | 1971年7月3日（54歳）     | ウィキリークス編集長。 |
| オーストラリア   | ナショーン・イーヴン＝チャイム                | 1988年5月（37歳）        | レルムの元メンバー。オーストラリアで有罪判決を受けた最初のハッカー。                                                                      |
| インド           | トリシュニート・アローラ                      | 1993年11月2日（31歳）    | セキュリティ企業TAC Securityの創設者。 |
| インド           | アンキット・ファディア                        | 1985年（39 - 40歳）      | 作家、講演者、テレビ司会者、セキュリティ詐欺師。                                                                                          |
| オランダ         | ロップ・ゴングリップ                          | 1968年2月14日（57歳）    | XS4ALLの創設者の一人。 |
| オランダ         | デビッド・シュローテン (Fortezza)             |                          | ハッキングして得たクレジットカードを売買した。                                                                                            |
| フィンランド     | リーナス・トーバルズ                          | 1969年12月28日（55歳）   | PCで動作可能なUNIXの必要性を感じ、新たなOSのLinuxの開発を行った。                                                                         |
| イスラエル       | エフード・テネンバウム                        | 1979年8月29日（45歳）    | NASAやペンタゴンなど有名な組織をハッキングした。                                                                                          |
| イラク           | ムスタファ・アル＝バサム                      | 1995年1月（30歳）        | セキュリティ研究者。ラルズセックの共同創設者。                                                                                            |
| エジプト         | モハメド・エルヌービー                        | 1988年（36 - 37歳）      | Facebookに侵入した最も有名なアラブのホワイトハットの一人。                                                                                |
| ルーマニア       | グッチファー                                  | 1971年（53 - 54歳）      | ドロシー・ブッシュ・コッチやパウエル元・国務長官の電子メールのハッキングした。                                                            |
| スイス           | ティリー・コットマン                          | 1999年8月7日（26歳）     | Android用の人気アプリの開発者。 |
| ニュージーランド | モーガン・マーキス＝ボワール                  | 1979年（45 - 46歳）      | ハッカー、ジャーナリスト、セキュリティ研究者。                                                                                            |
| ニュージーランド | オーウェン・ウォーカー(AKILL)                 |                          | Akbotを製作し2600万ドルの損害を与えた。                                                                                                   |
| スコットランド   | ゲイリー・マッキノン                          | 1966年2月10日（59歳）    | 2002年に「史上最大の軍事コンピューターハック」を実行したとして告発された。                                                                |
| カナダ           | オックスブラッド・ラフィン                    |                          | カルト・オブ・ザ・デッド・カウの外務大臣。分派であるHacktivismoの創設者。                                                                 |
| ポーランド       | ヨアンナ・ルトコフスカ                        | 1981年（43 - 44歳）      | セキュリティOS「Qubes OS」の創設者。 |
| 不明             | カール・コッホ (ハッカー)（ハグバード）       | 1965年7月22日（23歳没）  | 冷戦時代のコンピュータスパイ事件に巻き込まれた80年代のハッカー。                                                                          |
| 不明             | クレイグ・ニードルフ（ナイト・ライトニング）  | 1969年（55 - 56歳）      | 80年代半ばのハッカー精神を定義した電子雑誌「Phrack Magazine」の創設編集者の1人。                                                          |
| 不明             | デビッド・ブレイク（スタンクドーク）          | 1971年（53 - 54歳）      | Digital DawgPound (DDP)の創設者。 |
| 不明             | ゴードン・ライオン                            | 1977年（47 - 48歳）      | ネットワークセキュリティ専門家、Nmapの作者。                                                                                              |
| 不明             | ヤコブ・アッペルバウム                        | 1983年4月1日（42歳）     | 独立系ジャーナリスト、セキュリティ研究者、Torプロジェクトの元コアメンバー。                                                               |
| 不明             | マイケル・カルセ（マフィアボーイ）            | 1984年（40 - 41歳）      | ヤフー、FIFA、Amazon、Dell、eBay、CNNなどに対して一連のDDoS攻撃を仕掛けた。                                                               |
| 不明             | サイバー・アナキン                            | 1996年（28 - 29歳）      | ハクティビスト。ドンバス戦争の際にロシアをハッキングした。                                                                                |
| 不明             | ライアン・アクロイド                          |                          | ラルズセックの元メンバー。 |
| 不明             | ジェスター (ハッカー)                         |                          | グレーハットのハクティビスト。 |
| 不明             | クリス・ランプレヒト(Minor Threat)            |                          | ToneLocの作者。求人情報の検索エンジンIndeedの主任ソフトウェア設計者。                                                                     |
| 不明             | ロイド・ブランケンシップ（ザ・メンター）      |                          | ハッカーであり作家。Extasyy Eliteとリージョン・オブ・ドゥームの元メンバー。                                                               |
| 不明             | クリス・トーマス (ハッカー)（スペースローグ） |                          | L0pht Heavy Industriesの創設メンバー。ホワイトハット。                                                                                    |
| 不明             | Cube                                          |                          | ソフト、ツール開発者、クラッカー。IPは日本から送信されていた(シルクロード内で)ダークサイド関係者                                          |
|                  |                                               |                          | |
| 不明             | ジャスティーン・タニー                        |                          | ソフトウェア開発者、元・占拠運動活動家、ブロガー。                                                                                        |
| 不明             | ギガバイト (ハッカー)                         |                          | コンピュータウイルスSharpの制作者および作家。                                                                                             |